# Haliàrtia
Haliàrtia (en grec antic Ἁλιαρτία) era el territori de la ciutat d'Haliartos, situat a una fèrtil plana regada per nombrosos rierols que desaiguaven al llac Copais, conegut de vegades com maresma Haliartana, segons diu Estrabó.
Els principals rierols eren l'Ocalea, el Lophis, l'Hoplites (lloc on va morir Lisandre), el Permesos i l'Olemios. Arribava a l'oest fins al mont Tilphossion, on els haliartans tenien un santuari dedicat a les deesses que rebia el nom de Praxidices (Praxidicae), segons diu Pausànies.
A part de la capital, Haliartos, hi havia altres ciutats que se suposa que eren al territori, Peteon, Medeon, Ocàlea i Onquestos (Onchestus).